# Porrusalda

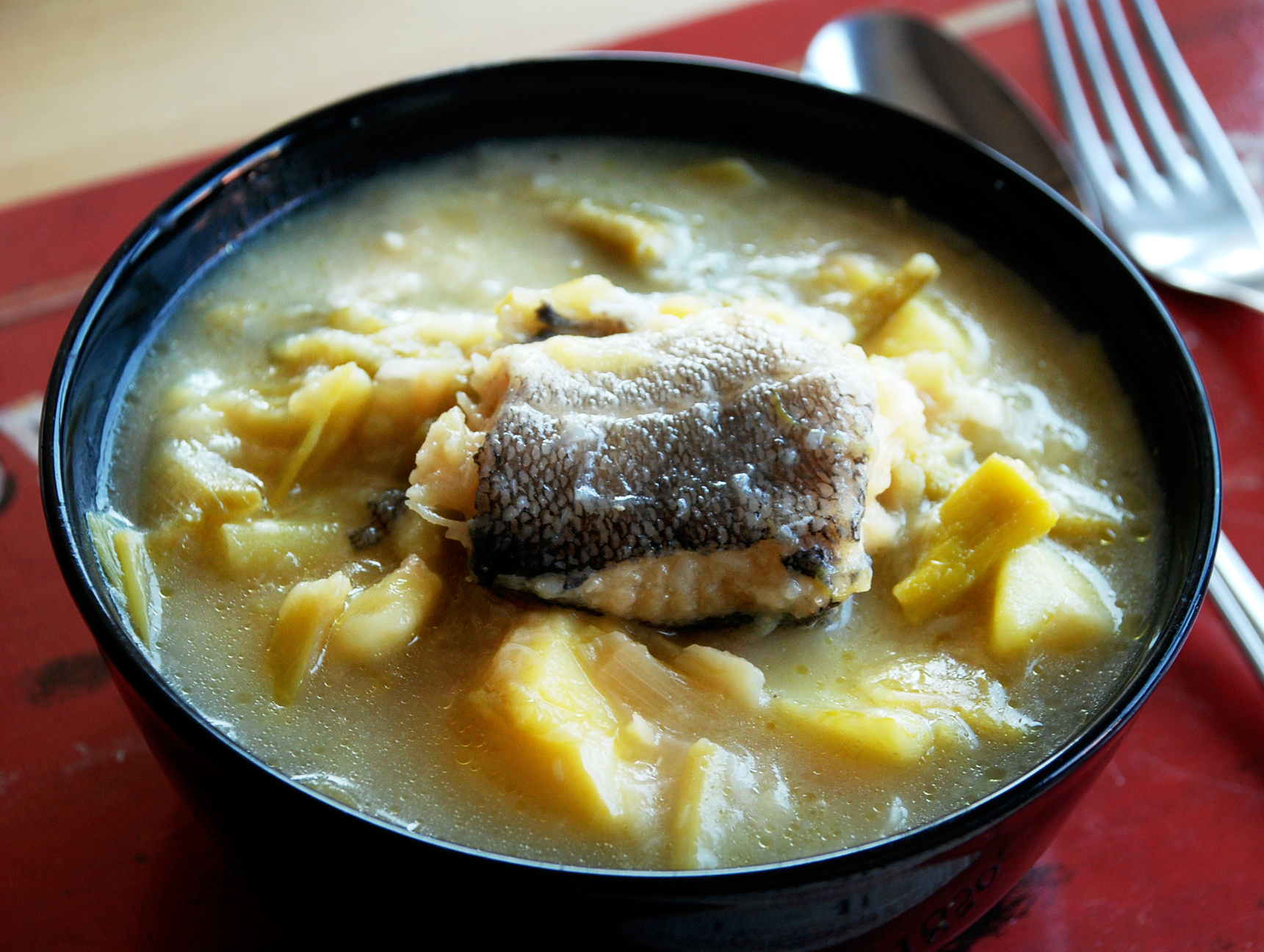
Porrusalda amb bacallà.

Porrusalda o purrusalda, porrasalda és un plat típic basc i navarrès elaborat principalment amb verdures, on predomina el porro tallat a daus. El significat en basc de la paraula purrusalda és literalment caldo de porro. Amb una presentació semblant a un estofat, un plat caldós amb grans trossos que es serveix calent, generalment com a primer plat. Els trossos generalment són de bacallà esmicolat, o bé d'alguna altra verdura trossejada, encara que també s'hi pot trobar patata cuita. Pel preu dels ingredients és considerat un plat económic.

## Característiques
L'ingredient principal de la porrusalda és el porro tallat a daus però també s'hi pot afegir pastanaga, patata, carabassa, all o ceba. Alguns autors mencionen l'abundància de patates. Originàriament el plat era un caldo de porros amb patates, que per millorar el gust s'afegia al caldo de verdures una espina de peix durant la cocció. A partir d'aquesta fase el plat ha anat evolucionant. En regions de la península Ibèrica també s'hi afegeix costella de porc, carrillera, bacallà salat desfet i prèviament dessalat, o bé amb un cap de lluç tal com ho fan a La Rioja. Per a la cocció s'utilitza aigua, o caldo de verdures o de pollastre.
Tradicionalment se serveix com a plat únic però també s'utilitza com acompanyament.